# Dan Connolly
Daniel Paul Connolly (St. Louis, 2 settembre 1982) è un giocatore di football americano statunitense che gioca nel ruolo di offensive lineman per i New England Patriots della National Football League. Al college ha giocato a football alla Southeast Missouri State University.

## Carriera professionistica

### Jacksonville Jaguars
Dopo non essere stato scelto nel Draft NFL 2005, Connolly firmò con i Jacksonville Jaguars. Nella sua stagione da rookie disputò 4 partite, nessuna delle quali come titolare. Il 1º settembre 2007 fu svincolato.

### New England Patriots
Il 13 settembre 2007, Connolly firmò per fare parte della squadra di allenamento dei Patriots. Nel 2009 entrò nel roster dei 53 uomini per la stagione regolare e partì come titolare come guardia destra in luogo dell'infortunato Stephen Neal.
Quando il titolare Logan Mankins saltò le prime sette gare della stagione 2010 per una disputa contrattuale, Connolly le disputò tutte come guardia sinistra titolare. Partì come riserva nella settimana 9 ma tornò titolare nella successiva a causa di un infortunio di Neal che lo tenne fuori per il resto della stagione. Nel corso della stagione gli fu rinnovato il contratto fino al 2011.
Il 19 dicembre 2010, in una gara contro i Green Bay Packers, Connolly stabilì il record NFL per il più lungo ritorno di kickoff da parte di un offensive lineman nella storia della NFL, ritornandolo per 71 yard, in un drive che si concluse per i Patriots con un touchdown (il precedente record era di 48 yards stabilito da Mal Snider nel 1969). Connolly vinse il premio di miglior giocare degli special team della AFC della settimana. In quella stessa partita subì però una commozione cerebrale e perse le ultime due gare della stagione, terminata con 14 presenze, di cui 13 come titolare.
Nella stagione 2011 disputò 13 partite, di cui 11 come partente, e partì come titolare nel Super Bowl XLVI perso dai Patriots contro i New York Giants.
Nella stagione 2012, Connolly disputò 14 partite, tutte come titolare.

## Palmarès

### Franchigia
- Super Bowl : 1

New England Patriots: XLIX
- American Football Conference Championship: 3

New England Patriots: 2007, 2011, 2014

### Individuale
- Giocatore degli special team della AFC della settimana: 1

settimana 15 della stagione 2010

## Statistiche
| Partite totali             | 76 |
| Partite totali da titolare | 58 |

Statistiche aggiornate alla stagione 2013